# Matylda Brabantská (1267)
Matylda Brabantská (1200? - 22. prosince 1267) byla falckraběnka rýnská a hraběnka holandská. Do dějin se zapsala svými zbožnými skutky a četnými církevními donacemi, podporovala bekyně.

## Život
Narodila se jako jedna z řady dcer brabantského vévody Jindřicha I. a jeho první manželky Matyldy, dcery Matěje Alsaského. V roce 1212 byla v Cáchách provdána za rýnského falckraběte Jindřicha II., který záhy v roce 1214 zemřel. V listopadu téhož roku ji otec zasnoubil za budoucího holandského hraběte Florise IV. Svatba byla kvůli věku ženicha odložena na 6. prosince 1224.
Roku 1334 Floris zemřel při turnajovém klání a Matylda se střetla ve sporu o regentskou vládu se svými švagry. Svého muže přežila o více než třicet let, znovu se neprovdala a závěr života strávila na svých vdovských statcích. Zemřela v zimě 1267 a byla pohřbena v cisterciáckém klášteře Loosduinen, který roku 1230 společně s Florisem založila.